# Rockville (Indiana)
Rockville is een plaats (town) in de Amerikaanse staat Indiana, en valt bestuurlijk gezien onder Parke County.

## Demografie
Bij de volkstelling in 2000 werd het aantal inwoners vastgesteld op 2765.
In 2006 is het aantal inwoners door het United States Census Bureau geschat op 2650, een daling van 115 (-4,2%).

## Geografie
Volgens het United States Census Bureau beslaat de plaats een oppervlakte van
3,7 km², geheel bestaande uit land. Rockville ligt op ongeveer 218 m boven zeeniveau.

## Plaatsen in de nabije omgeving
De onderstaande figuur toont nabijgelegen plaatsen in een straal van 16 km rond Rockville.